# Scuticaria
Scuticaria Jordan and Snyder, 1901 è un genere di pesci marini appartenenti alla famiglia Muraenidae.

## Distribuzione e habitat
Entrambe le specie provengono dalle barriere coralline dell'oceano Pacifico e dell'oceano Indiano.

## Tassonomia
In questo genere sono riconosciute soltanto due specie:
- Scuticaria okinawae
- Scuticaria tigrina